# 邓怿帅
邓怿帅，中华人民共和国政治人物、全国脱贫攻坚先进个人。

## 生平
邓怿帅任内蒙古自治区乌兰察布市兴和县副县长（挂职），全国社保基金会养老金会计部会计处处长。因在脱贫攻坚战中作出突出贡献，2021年2月25日全国脱贫攻坚总结表彰大会上，邓怿帅被授予“全国脱贫攻坚先进个人”。